# Europees kampioenschap basketbal mannen 1983

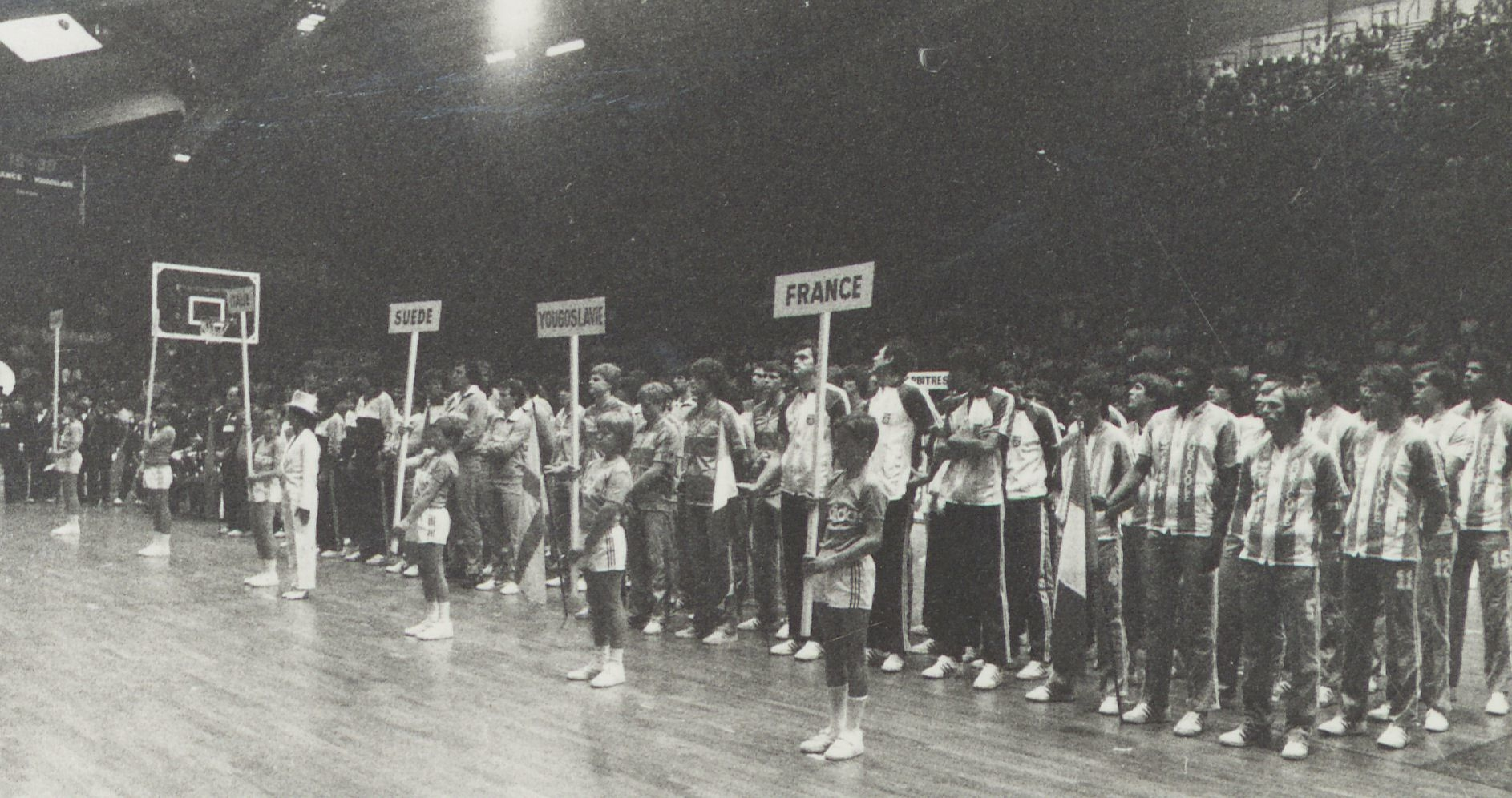

Eurobasket 1983 is het 23e gehouden Europees Kampioenschap basketbal. Eurobasket 1983 werd georganiseerd door FIBA Europe. Twaalf landen die ingeschreven waren bij de FIBA, namen deel aan het toernooi dat gehouden werd in 1983 in Frankrijk. Het basketbalteam van Italië won in de finale van het toernooi met 105-96 van Spanje, waarmee het de uiteindelijke winnaar van Eurobasket 1983 werd. De strijd om de derde en vierde plaats werd beslecht door de Sovjet-Unie en Nederland. De Sovjet-Unie won met 105-70.

## Eindklassement
1. Italië
2. Spanje
3. Sovjet-Unie
4. Nederland
5. Frankrijk
6. Israël
7. Joegoslavië
8. Bondsrepubliek Duitsland
9. Polen
10. Tsjecho-Slowakije
11. Griekenland
12. Zweden

| Eurobasket 1983 winnaar |
| ----------------------- |
| Italië Eerste titel     |

## Individuele prijzen

### MVP (Meest Waardevolle Speler)
- Juan Antonio Corbalán

### All-Star Team
- Juan Antonio Corbalán
- Nikos Galis
- Juan Antonio San Epifanio
- Stanislav Kropilák
- Arvydas Sabonis